# 夙川中学校・高等学校
夙川中学校・高等学校（しゅくがわちゅうがっこう・こうとうがっこう）は、兵庫県神戸市兵庫区会下山町に所在する私立中学校・高等学校。
2019年3月まで「夙川学院中学校・高等学校」として学校法人夙川学院が運営していた。2016年度から2018年度までポートアイランド内の神戸市中央区港島に所在した（2016年度の移転前は、兵庫県西宮市に所在）。

## 沿革
- 1880年 増谷かめが増谷裁縫塾を開設
- 1892年 大火により塾舎全焼、移転
- 1901年 増谷裁縫女学校設立認可、開校
- 1907年 校舎新築により移転。修業年限3か年の本科および専修科、別に修業年限1か年の補習科を設置
- 1915年 校名を増谷女学校と改称
- 1927年 校名を増谷高等家政女学校と改称
- 1933年 移転
- 1936年 増谷高等女学校（5年制）設立認可。財団法人を設立
- 1945年 戦災により校舎全焼。移転
- 1948年 移転。法人名を財団法人夙川学院に改める。学制改革を受けて新制の中学校・高等学校として夙川学院中学校・高等学校に改組
- 1951年 財団法人夙川学院を学校法人夙川学院に改める
- 1967年 高等学校に美術科、体育科を設置。敷地内に夙川学院短期大学付属幼稚園を開園
- 1980年 夙川学院創立100周年
- 1991年 高等学校に英語科を設置
- 1992年 夙川学院創立110周年記念温水プール棟起工式
- 1998年 兵庫県高等学校総合体育大会で30年連続して総合優勝
- 2001年 高等学校の英語科を国際教養科に改称
- 2003年 高等学校の国際教養科を募集停止
- 2016年 神戸市ポートアイランドへ移転。男女共学化。美術科、体育科の募集停止
- 2017年 学校法人須磨学園と業務提携を発表
- 2019年 学校法人夙川学院から学校法人須磨学園へ売却、設置者変更。校名を夙川中学校・高等学校に改称して開校。従来のキリスト教教育を取りやめ[1]、募集停止中の高等学校国際教養科、美術科、体育科を正式に廃止。神戸学院大学附属中学校・高等学校の旧校地（現在地）に移転
- 2021年 夙川学院中学校・高等学校の最後の入学生が卒業し、閉校。

## 学科
- 高等学校
  - 普通科（進学コース、特進コース）

- 中学校

## 所在地

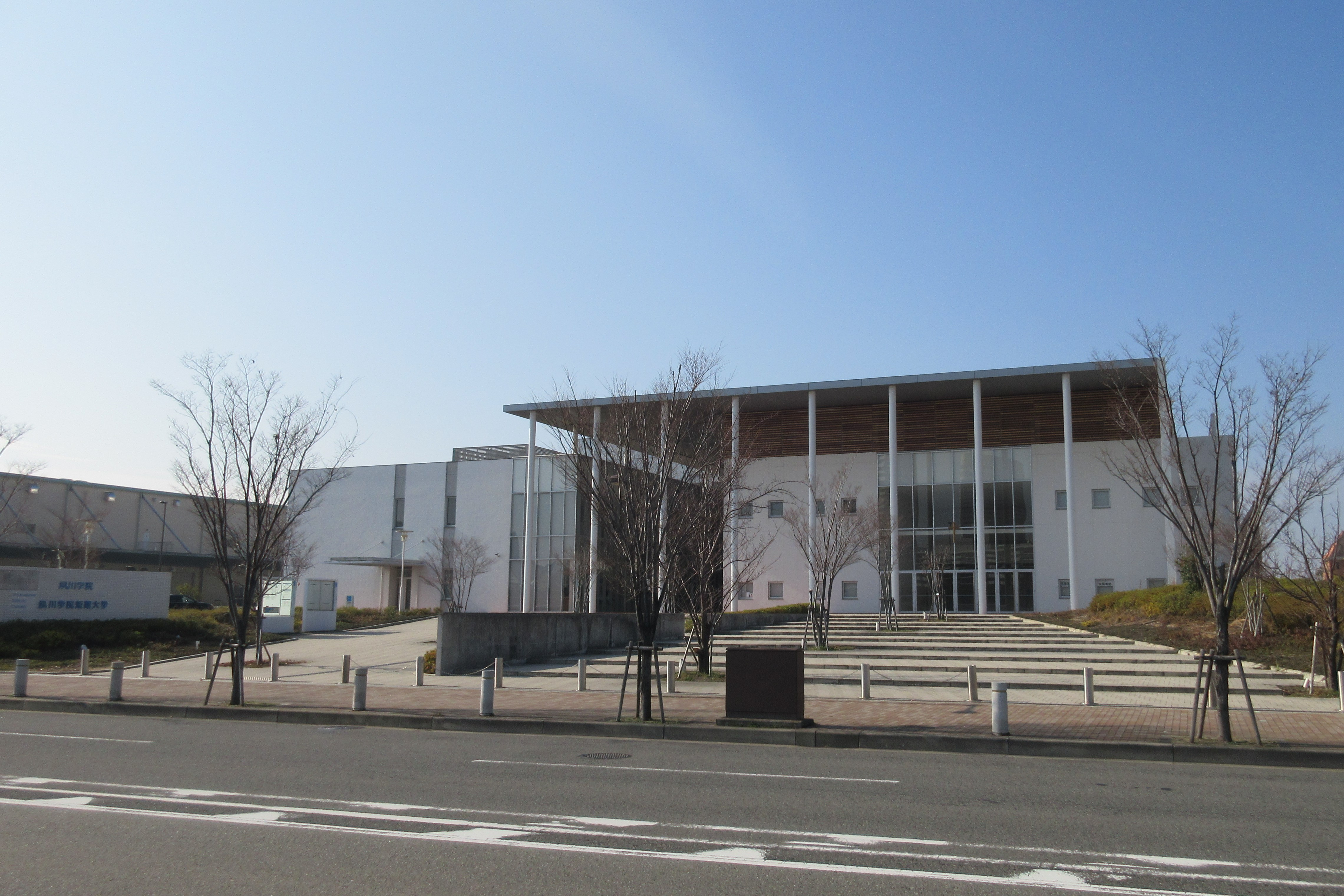
港島時代の校舎

- 〒652-0043 兵庫県神戸市兵庫区会下山町1-7-1

## 部活動
運動部
- 陸上競技、サッカー、バスケットボール、空手道、硬式テニス、水泳部、卓球部、柔道部、バドミントン、ダンス、剣道、ゴルフ、軟式野球

文化部
- E.S.S.、クッキング、ボランティア、理科研究、放送、吹奏楽、軽音楽(高校のみ)、茶道、書道、美術、演劇・映画研究部、箏曲、囲碁・将棋、歴史研究会、クイズ研究、華道、競技かるた、文芸

上記は、公式サイトの部活動欄の記載による。
柔道部は、1998年、1999年の全国中学校柔道大会女子団体戦優勝や、2017年、2018年の全国高等学校柔道選手権大会女子団体戦優勝などの実績を有する。
ハンドボール部は、累計で17回（インターハイ7回、選抜5回、国スポ5回）の全国タイトルを獲得しており、2010年まで兵庫県高校総体を22連覇していたが、2018年度限りで廃部となっている。ソフトボール部は、累計で20回（インターハイ9回、選抜5回、国スポ6回）の全国タイトルを獲得しているが、2019年5月現在の公式サイトの部活動欄では紹介されていない。

## 著名な出身者
- 岡本聖子（プロテニス選手）
- 沢松奈生子（元プロテニス選手）
- 原田裕代（元水泳選手）※英語版
- 奥村チヨ（歌手）
- 坂下麻衣子（元バレーボール選手）
- 青山幸（陸上競技選手）
- 児玉千佳（ソフトボール選手、アトランタ五輪代表）
- 山路典子（ソフトボール選手、アトランタ五輪代表・シドニー五輪銀メダリスト・アテネ五輪銅メダリスト）
- 安藤美佐子（ソフトボール選手、アトランタ五輪代表・シドニー五輪銀メダリスト）
- 廣瀬芽（ソフトボール選手、北京五輪金メダリスト）
- 數原顕子（ソフトボール選手）
- 藤原孝子（元柔道選手）
- 吉田早希（元柔道選手）
- 藤井惠（格闘家、元柔道選手）
- 赤野仁美（格闘家、元柔道選手）
- 山下まゆみ（元柔道選手）
- 新改七星（元柔道選手）
- 堀江久美子（元柔道選手）
- 森下麻衣（柔道選手）
- 荒木穂乃佳（柔道選手）
- 坂上綾（柔道選手）
- 梅北眞衣（柔道選手）
- 阿部詩（柔道選手）
- 金知秀（柔道選手）
- 桑形萌花（柔道選手）
- 新井万央（柔道選手）
- 白金宏都（柔道選手）
- 白金未桜（柔道選手）
- 福田大和（柔道選手）
- 杉本美香（柔道選手）
- 薪谷翠（柔道選手・元無差別世界チャンピオン）
- 高須愛子 （プロゴルファー）
- 青木光恵（漫画家）
- 青木節子（元バスケットボール選手）
- 谷口二千華（バスケットボール選手）
- 高浜愛子（女流棋士）
- 梨花ますみ（宝塚歌劇団月組娘役）

## 著名な教職員・関係者
- 長沢宏行（高校女子ソフトボール部元監督）